# Sławomir Matuk
Sławomir Matuk (ur. 18 sierpnia 1972 w Pruszczu Gdańskim) – polski piłkarz grający na pozycji obrońcy, trener piłkarski.

## Kariera piłkarska
Matuk występował na pozycji obrońcy. Pierwsze kroki w seniorskim futbolu stawiał pod koniec lat 80. ubiegłego stulecia w MOSiR Pruszcz Gdański. Dobra postawa piłkarza zaowocowała w 1989 roku transferem do Lechii Gdańsk, w której bez większych sukcesów spędził kolejne 6 lat. W 1995 roku po fuzji zespołu z poznańską Olimpią piłkarz znalazł miejsce w nowym zespole występującym od tego momentu pod nazwą Lechia/Olimpia Gdańsk. W drużynie tej w rundzie jesiennej sezonu 1995/1996 rozegrał 11 spotkań na szczeblu I-ligowym.
Wiosną 1996 roku Matuk przeniósł się do Polonii Warszawa, z którą następnie awansował do ekstraklasy. Mimo to w sezonie 1996/1997 nie rozegrał żadnego meczu w stołecznym klubie. Wiosną 1997 piłkarz trafił do Jezioraka Iława, gdzie spędził niecały rok. Po przygodzie w iławskim klubie powrócił do Lechii Gdańsk, która wówczas była już po fuzji z Olimpią Poznań i nie występowała w ekstraklasie. W gdańskim zespole Matuk pozostał do końca sezonu 1997/1998, po czym przeniósł się do Granicy Kętrzyn.
W kętrzyńskim klubie piłkarza wypatrzyli szkoleniowcy I-ligowego wówczas Stomilu Olsztyn. Jesienią 1999 roku Matuk był już piłkarzem olsztyńskiego klubu, gdzie w czasie kolejnych dwóch sezonów rozegrał 30 spotkań. Pod koniec 2001 roku zawodnik zamienił koszulkę Stomilu na trykot Wierzycy Pelplin, w której spędził większą część sezonu 2001/2002. W trakcie kolejnych rozgrywek Matuk reprezentował natomiast barwy dwóch innych drużyn: Flotylli Gdańsk i Gryfu Wejherowo.
Rok 2003 to ponowny powrót piłkarza do Lechii Gdańsk, gdzie zabawił przez kolejne półtora roku. Wiosną 2005 roku Matuk powrócił do klubu, w którym rozpoczął swą karierę. Drużyna ta przemianowała jednak swą nazwę i wówczas gdy ponownie trafił do niej Matuk, występowała pod szyldem Czarni Pruszcz Gdański. Piłkarz reprezentował ów klub do końca sezonu 2005/2006, po czym zakończył karierę sportową.

## Kariera trenerska
Po tym, jak Matuk zakończył karierę piłkarską, dostał ofertę pracy szkoleniowej ze swą pierwszą i zarazem ostatnią drużyną w karierze. Tak więc od sezonu 2006/2007 został trenerem Czarnych Pruszcz Gdański, następnie od stycznia 2008 szkolił zawodników Unii Tczew, a od 2 kwietnia 2008 roku jest trenerem Olimpii Sztum.
Aktualnie od lipca 2009 roku trenuje zespół juniorów młodszych 1996 rocznik Lechii Gdańsk, Potok Pszczółki rocznik 1999/2000.